# 29 декабря
29 декабря — 363-й день года (364-й в високосные годы) по григорианскому календарю.
До конца года остаётся 2 дня.
До 15 октября 1582 года — 29 декабря по юлианскому календарю, с 15 октября 1582 года — 29 декабря по григорианскому календарю.
В XX и XXI веках соответствует 16 декабря по юлианскому календарю.

## Праздники и памятные дни

### Национальные
- Ирландия — День конституции.

### Религиозные

#### Католицизм[2]
— память святого мученика Фомы (Томаса) Беккета, епископа Кентерберийского
 — память святого Альберта Гамбронского, аббата
 — память святого мученика Бонифация (Вонифатия)
 — память святого мученика Виктора Африканского
 — память святого мученика Гонората Африканского
 — память пророка и царя Давида
 — память святого мученика Доминика Африканского
 — память святого мученика Каллиста Римского
 — память святого мученика Крискента, епископа
 — память святого мученика Крискентия Африканского
 — память святого мученика Либоза Африканского
 — память святого Маркелла Константинопольского, аббата
 — память святого мученика Примиана Африканского
 — память святого мученика Сатурнина Африканского
 — память святого мученика Секунда Африканского
 — память святого Трофима, епископа Арелатского (Арльского)
 — память святого мученика Феликса Римского
 — память святого Эбрульфа, аббата
 Православие
 — память пророка Аггея (500 г. до н. э.);
 — память преподобной Софии Суздальской (1542);
 — память мученика Марина Римского (III век);
 — память блаженной царицы Феофании (893—894);
 — память священномученика Владимира Алексеева, пресвитера (1918);
 — память священномучеников Аркадия (Остальского), епископа Бежецкого, Илии Чередеева, Павла Фаворитова, Феодосия Болдырева, Владимира Дамаскина, Александра Колоколова, Петра Зиновьева, пресвитеров, преподобномученика Макария (Смирнова) (1937).

### Именины
- Католические: Альберт, Вонифатий, Виктор, Гонорат, Давид, Доминик, Каллист, Крискент, Крискентий, Либоз, Маркелл, Примиан, Сатурнин, Секунд, Трофим, Феликс, Фома, Эбрульф.
- Православные: Агей, Александр, Аркадий, Владимир, Илья, Макар, Марин, Павел, Пётр, Софья, Федосей, Феофания.

## События
См. также Категория:События 29 декабря

### До XIX века
- 1503 — испанцы под командованием Гонсало Фернандеса де Кордовы разбили французов в битве при Гарильяно.
- 1699 — Петром I был издан именной указ № 1735 «О писании впредь Генваря с 1 числа 1700 года, во всех бумагах лета от Рождества Христова, а не от сотворения мира»[6].
- 1708 — указом Петра I территория России была разделена на 8 губерний.
- 1768 — введение Екатериной II бумажных денежных знаков (ассигнационных рублей).

### XIX век
- 1835 — подписан Новоэхотский договор[англ.], в результате которого все земли чероки к востоку от реки Миссисипи переходили Соединенным Штатам.
- 1845 — Техас стал 28-м штатом США.
- 1876 — железнодорожная катастрофа на реке Аштабула. 92 человека погибли, 64 ранены.
- 1890 — бойня на ручье Вундед-Ни, в ходе которой американские солдаты убивают несколько сотен индейцев всех возрастов и обоих полов.

### XX век
- 1922 — подписан Договор об образовании СССР
- 1940 — вторая крупная бомбардировка Лондона. Погибли около 8 тысяч лондонцев.
- 1941 — высажен советский десант в Феодосии.
- 1972 — катастрофа L-1011 в Эверглейдсе.
- 1977 — создан спецотряд МВД «Витязь».
- 1984 — головная подводная лодка К-51 «Верхотурье» проекта 667БДРМ «Дельфин» вошла в состав Северного флота ВМФ России.
- 1989 — Вацлав Гавел стал президентом Чехословакии.
- 1991 — проведён референдум о независимости в Узбекистане. Состоялись первые выборы президента Президента Республики Узбекистан. И. А. Каримов избран Президентом Республики Узбекистан.
- 1993 — вступила в силу Конвенция о биологическом разнообразии (КБР).
- 1994 — катастрофа Boeing 737 под Меленом. 57 погибших и 19 раненых.
- 1995 — открыт Днепропетровский метрополитен. Первый участок с 6-ю станциями был длиной 7,8 км.
- 1996 — длившаяся 36 лет гражданская война в Гватемале закончилась примирением воевавших сторон.
- 1998 — красные кхмеры извиняются за геноцид 1970-х, в котором погиб 1 млн человек.

### XXI век
- 2007 — открылась 174-я станция Московского метрополитена — «Сретенский бульвар».
- 2012 — катастрофа Ту-204 во Внукове. 5 погибших.
- 2013
  - Взрыв на железнодорожном вокзале в Волгограде.
  - Немецкий автогонщик Михаэль Шумахер получил тяжёлые повреждения мозга в результате падения во время катания на горных лыжах в Альпах.
- 2021 — Мосгорсуд РФ постановил ликвидировать историко-правозащитный центр Мемориал
- 2023 ― ВС РФ нанесли массированный ракетный удар по территории Украины, в результате которого погибло 58 человек и 158 было ранено.
- 2024
  - катастрофа Boeing 737 в аэропорту Муан, 179 погибших.
  - авария грузовика в регионе Сидама в Эфиопии, 71 погибший.

## Родились
См. также: Категория:Родившиеся 29 декабря

### До XIX века
- 1550 — Гарсиа Фигероа (ум. 1624), испанский путешественник и дипломат.
- 1709 — Елизавета Петровна (ум. 1762), российская императрица (1741—1762).
- 1721 — маркиза де Помпадур (наст. имя Жанна-Антуанетта Пуассон; ум. 1764), фаворитка короля Франции Людовика XV.
- 1766 — Чарльз Макинтош (ум. 1843), шотландский химик, изобретатель водонепроницаемых плащей (макинтошей).
- 1767 — митрополит Евгений (в миру Евфимий Болховитинов; ум. 1837), епископ Русской церкви, митрополит Киевский и Галицкий, церковный историк, археограф, библиограф.
- 1775 — Карл Росси (ум. 1849), российский архитектор.
- 1788 — Кристиан Юргенсен Томсен (ум. 1865), датский археолог, выделивший в истории человечества каменный, бронзовый и железный век.
- 1796 — Иоганн Христиан Поггендорф (ум. 1877), немецкий физик.
- 1800 — Чарльз Гудьир (ум. 1860), американский изобретатель, первым осуществивший вулканизацию каучука.

### XIX век
- 1813 — Александр Паркс (ум. 1890), английский металлург, изобретатель первого искусственного пластика.
- 1816 — Карл Людвиг (ум. 1895), немецкий физиолог.
- 1876 — Пабло Казальс (ум. 1973), каталонский виолончелист, дирижёр, композитор.
- 1880 — Николай Сапунов (погиб в 1912), живописец, театральный художник, один из лучших русских сценографов.
- 1883 — Степан Вострецов (покончил с собой в 1932), советский полководец.
- 1890
  - Евграф Крутень (погиб в 1917), русский военный лётчик-ас, герой Первой мировой войны.
  - Ив Нат (ум. 1956), французский пианист, композитор и музыкальный педагог.
- 1892 — Александр Архангельский (ум. 1978), советский авиаконструктор.
- 1896
  - Давид Сикейрос (ум. 1974), мексиканский художник, коммунист, политический активист.
  - Освальд Кабаста (ум. 1946), австрийский дирижёр.

### XX век
- 1906 — Василий Архипов (ум. 1985), советский военачальник, генерал-полковник танковых войск, дважды Герой Советского Союза.
- 1911 — Клаус Фукс (ум. 1988), немецкий физик-теоретик, работавший на советскую разведку.
- 1915 — Чарлз Леонард Харнесс (ум. 2005), американский писатель-фантаст.
- 1929 — Галина Минаичева, советская спортсменка, олимпийская чемпионка по спортивной гимнастике (1952).
- 1933 — Юрий Шорин (ум. 1994), советский игрок в хоккей с мячом и хоккей на траве.
- 1934 — Владимир Сафронов (ум. 1979), советский боксёр, олимпийский чемпион (1956).
- 1935 — Евгений Рейн, советский и российский поэт, прозаик, сценарист.
- 1936 — Эдуард Марцевич (ум. 2013), актёр театра и кино, народный артист РСФСР.
- 1938 — Джон Войт, американский актёр, лауреат премий «Оскар», «Золотой глобус» и BAFTA, отец Анджелины Джоли.
- 1942
  - Всеволод Абдулов (ум. 2002), советский и российский актёр театра и кино, мастер дубляжа.
  - Раджеш Кханна (ум. 2012), индийский актёр, продюсер, политик.
- 1947 — Кози Пауэлл (наст. имя Колин Тревор Флукс; погиб в 1998), британский рок-музыкант, барабанщик.
- 1952 — Сергей Проханов, советский и российский актёр театра и кино, театральный режиссёр.
- 1953 — Томас Бах, немецкий фехтовальщик, олимпийский чемпион; 9-й президент МОК.
- 1957 — Оливер Хиршбигель, немецкий кинорежиссёр, актёр.
- 1959 — Патриша Кларксон, американская актриса, обладательница премий «Эмми» и «Золотой глобус».
- 1964 — Михаил Грушевский, российский эстрадный пародист, юморист, шоумен.
- 1965 — Декстер Холланд, американский музыкант, вокалист панк-рок-группы The Offspring.
- 1967 — Лилли Вачовски (ранее — Эндрю), американский кинорежиссёр, сценарист, продюсер.
- 1968 — Ли Бун Хи, северокорейская спортсменка, призёр Олимпийских игр по настольному теннису.
- 1969 — Алан Макниш, шотландский автогонщик.
- 1970 — Григорий Мисютин, советский и украинский гимнаст, олимпийский чемпион (1992), многократный чемпион мира.
- 1972 — Джуд Лоу, британский актёр, двукратный номинант премии «Оскар».
- 1976 — Филип Куба, чешский хоккеист.
- 1978
  - Кирон Дайер, английский футболист.
  - Энджело Тейлор, американский легкоатлет, трёхкратный олимпийский чемпион.
- 1979 — Диего Луна, мексиканский актёр, певец, режиссёр.
- 1981 — Сидзука Аракава, японская фигуристка-одиночница, олимпийская чемпионка (2006).
- 1987 — Иэн Де Кэскер, шотландский актёр.
- 1989 — Кэй Нисикори, японский теннисист, бывшая четвёртая ракетка мира.
- 1996 — Сана Минатодзаки, японская певица.
- 1999 — Франсишку Тринкан, португальский футболист.
- 2000 — Элиот Вассамийе, бельгийский певец.

## Скончались
См. также: Категория:Умершие 29 декабря

### До XX века
- 1170 — убит Томас Бекет (р. 1118), канцлер короля Англии Генриха II, архиепископ Кентерберийский (1162—1170).
- 1731 — Брук Тейлор (р. 1685), английский математик (см. Ряд Тейлора).
- 1825 — Жак Луи Давид (р. 1748), французский живописец и педагог, представитель неоклассицизма.
- 1894 — Кристина Россетти (р. 1830), английская поэтесса.

### XX век
- 1924 — Карл Фридрих Георг Шпиттелер (р. 1845), швейцарский писатель, романист, эссеист, нобелевский лауреат (1919).
- 1925 — Феликс Валлоттон (р. 1865), швейцарский художник и график.
- 1926 — Райнер Мария Рильке (р. 1875), австрийский поэт.
- 1929 — Вильгельм Майбах (р. 1846), немецкий конструктор, один из пионеров автомобилестроения.
- 1954 — Садриддин Айни (р. 1878), таджикский и узбекский советский писатель, учёный, общественный деятель.
- 1964 — Владимир Фаворский (р. 1886), российский и советский художник, гравёр, теоретик искусства, мастер книжной графики.
- 1967 — Пол Уайтмен (р. 1890), американский джазовый скрипач, руководитель и дирижёр оркестра, «король джаза».
- 1974 — Александр Минц (р. 1895), советский радиофизик, инженер, организатор науки.
- 1976 — Лев Гумилевский (р. 1890), русский советский писатель и редактор.
- 1980
  - Надежда Мандельштам (р. 1899), русская писательница, мемуарист, лингвист, педагог.
  - Александра Снежко-Блоцкая (р. 1909), советский режиссёр-мультипликатор.
- 1981 — Мирослав Крлежа (р. 1893), хорватский поэт, писатель, драматург.
- 1986 — Андрей Тарковский (р. 1932), режиссёр театра и кино, сценарист, народный артист РСФСР.
- 1987 — Янина Жеймо (р. 1909), советская актриса кино («Золушка» и др.).
- 1988 — Рита Райт-Ковалёва (урожд. Раиса Черномордик; р. 1898), советская писательница и переводчица.
- 1990 — Тертту Ауликки Раутаваара (р. 1906), финская певица (сопрано).
- 1993 — Фрунзик Мкртчян (р. 1930), актёр театра и кино, театральный режиссёр, народный артист СССР.
- 1995 — Юрий Яковлев (р. 1922), советский писатель и сценарист, автор книг для подростков и юношества.

### XXI век
- 2001 — Анатолий Кубацкий (р. 1908), советский актёр театра и кино.
- 2004 — Джулиус Аксельрод (р. 1912), американский биохимик и фармацевт, лауреат Нобелевской премии по физиологии и медицине (1970).
- 2007 — Фил О’Доннелл (р. 1972), шотландский футболист.
- 2011 — Иван Андонов (р. 1934), болгарский актёр театра и кино, кинорежиссёр, художник, сценарист.
- 2013 — Войцех Киляр (р. 1932), польский композитор, автор музыки к фильмам.
- 2019
  - Аласдер Грей (р. 1934), шотландский писатель и художник.
  - Нодари Симония (р. 1932), советский и российский политолог, учёный-востоковед.
- 2020
  - Пьер Карден (р. 1922), французский модельер.
  - Алекси Лайхо (род. 1979), финский гитарист-виртуоз, основатель группы Children Of Bodom.
- 2022
  - Эдуард Артемьев (р. 1937), советский и российский композитор.
  - Пеле (р. 1940), бразильский футболист, трёхкратный чемпион мира.
  - Вивьен Вествуд (р. 1941), английский модельер.
  - Максимилиан, маркграф Баденский (р. 1933), глава Баденского великогерцегского дома.
- 2024 — Джимми Картер (р. 1924), 39-й президент США (1977—1981), лауреат Нобелевской премии мира.

## Народный календарь, приметы и фольклор Руси
- Агей (Аггей) по прозвищу Иней Сей.
- Аггей Зимоуказчик: «Агей-пророк сеет иней на порог»[7].
- Если в этот день сильный мороз — то ему Святки трещать, до Крещения (православного — 19 января) стоять.
- Примечено народом: Каков Агей, таков и месяц апрель[8].